# Елизабет (Индијана)
Елизабет (енгл. Elizabeth) град је у америчкој савезној држави Индијана.

## Демографија
По попису из 2010. године број становника је 162, што је 25 (18,2%) становника више него 2000. године.
| Група             | 2000.       | 2010.       |
| Белци             | 135 (98,5%) | 156 (96,3%) |
| Афроамериканци    | 0 (0,0%)    | 2 (1,2%)    |
| Азијати           | 0 (0,0%)    | 0 (0,0%)    |
| Хиспаноамериканци | 1 (0,7%)    | 2 (1,2%)    |
| Укупно            | 137         | 162         |